# 廷茅斯
廷茅斯（Teignmouth）是英格蘭德文郡的一個城鎮的民政教區，位於埃克塞特以南14英里，人口15,129人（2011年）。廷茅斯在1846年開通了鐵路。現在廷茅斯是一個熱門的海濱度假景點。